# Thanatus plumosus
Thanatus plumosus là một loài nhện trong họ Philodromidae.
Loài này thuộc chi Thanatus. Thanatus plumosus được Eugène Simon miêu tả năm 1890.